# Чайка (Кирджалійська область)
Ча́йка (болг. Чайка) — село в Кирджалійській області Болгарії. Входить до складу общини Момчилград.

## Населення
За даними перепису населення 2011 року у селі проживали 230 осіб, усі — турки.
Розподіл населення за віком у 2011 році:
Динаміка населення: